# Coupe du Brésil de football 2019
 (août 2020).
Si vous disposez d'ouvrages ou d'articles de référence ou si vous connaissez des sites web de qualité traitant du thème abordé ici, merci de compléter l'article en donnant les références utiles à sa vérifiabilité et en les liant à la section « Notes et références ».
Navigation
Édition précédente Édition suivante
La Coupe du Brésil de football 2019 est la 31e édition de la Coupe du Brésil de football.
La compétition a débuté le 6 février 2019 et s'est terminée le 18 septembre 2019. Elle est disputée par 91 équipes.

## Format
La Règle des buts marqués à l'extérieur n'est plus utilisée. Le vainqueur se qualifie pour la Copa Libertadores 2020.

## Finale
| 11 septembre 2019 | Athletico Paranaense | 1 – 0 | Internacional | Arena da Baixada, Curitiba                     |                                                |
|                   | Guimarães 57e        |       |               | Spectateurs : 39 772 Arbitrage : Raphael Claus | Spectateurs : 39 772 Arbitrage : Raphael Claus |

| 18 septembre 2019 | Internacional | 1 – 2 | Athletico Paranaense       | Estadio Beira-Rio, Porto Alegre                         |                                                         |
|                   | López 31e     |       | 24e Cittadini · 90+7e Rony | Spectateurs : 46 747 Arbitrage : Wilton Pereira Sampaio | Spectateurs : 46 747 Arbitrage : Wilton Pereira Sampaio |

| Coupe du Brésil de football Vainqueur 2019 |
| ------------------------------------------ |
|                                            |
| Athletico Paranaense 1er titre             |